# 松平宗次
松平 宗次（まつだいら むねつぐ、生年不詳 - 永禄3年5月19日（1560年6月12日））は、戦国時代の武将。宮石松平家4代。

## 略歴
松平貞次の子であり宮石村（岩津村）の住人。松平広忠・元康の2代に仕え、度々の戦で戦功を立てたが、永禄3年（1560年）5月19日桶狭間で討死  。法名源宗。墓所は大樹寺。子に松平康次がいる 。